# Enrique Rodrigo
Enrique Rodrigo González (Segovia, 1966) es un arquitecto urbanista español especializado en regeneración urbana, rehabilitación de barrios y planeamiento urbanístico.

## Trayectoria
Rodrigo González nació en Segovia, estudió arquitectura en la Universidad de Valladolid dónde se tituló arquitecto en 1999. Continuó estudios de postgrado en planificación urbanística y territorial en el año 2000 en la universidad de Valladolid, en sistemas de información geográfica (GIS) aplicados al planeamiento urbanístico en el año 2008, en GIS en la Universidad de Huelva en 2013 por ESRI siendo especialista experto en ArcGIS desktop desde 2010.
Desde 1990 colabora con el Instituto Universitario de Urbanística (IUU) de la Universidad de Valladolid en diferentes proyectos de investigación, encargado del taller del instituto y como arquitecto contratado desde el año 2000. Desarrolla labores de investigación y publica artículos científicos y monografías sobre los temas de su especialidad, normativas de ordenación y planificación territorial, estrategias de regeneración urbana, así como rehabilitación y regeneración urbana.
Rodrigo González es docente en cursos y másteres especializados en planificación urbana y GIS. Es profesor en la escuela de arquitectura de la universidad de Valladolid en el programa de grado y varios programas de postgrado y especialistas en temas de urbanismo, como la gestión y redacción de planes generales de ordenación urbana. También desarrolla trabajo profesional como arquitecto urbanista, ha realizado más de 50 proyectos de edificación, así como planes parciales y otros instrumentos de planificación urbana, desde su estudio de arquitectura Rodrigo-Soto. Ha colaborado en la elaboración del Plan General de Ordenación Urbana de Ávila, en el de Zamora o Villamuriel de Cerrato entre otros, en las Directrices de Ordenación Territorial de Valladolid, y en las áreas funcionales de Segovia, Zamora y Palencia.
Participa en diferentes asociaciones que impulsan el conocimiento y la investigación sobre temas urbanos. Desde 2016 es socio de la Asociación Española de Técnicos Urbanistas (AETU).

## Publicaciones seleccionadas
- 2013 Políticas urbanas aplicadas a los conjuntos históricos, logros y fracasos: hacia una propuesta de rehabilitación urbana como alternativa al modelo inmobiliario extensivo, en colaboración con Víctor Pérez Eguiluz, Alfonso Álvarez Mora, María A. Castrillo Romón, Luis Santos y Ganges, Marina Jiménez Jiménez, José Luis Lalana Soto, Juan Luis de las Rivas, Instituto Universitario de Urbanística, ISBN: 978-84-695-8862-8.[5]
- 2018 Morfologías normativas: tácticas de ordenación en los pequeños municipios de Castilla y León, en colaboración con Juan Luis de las Rivas, Miguel Fernández Maroto, editorial: Instituto Universitario de Urbanística (IUU) de la Universidad de Valladolid.[6]